# Henryka Broniatowska

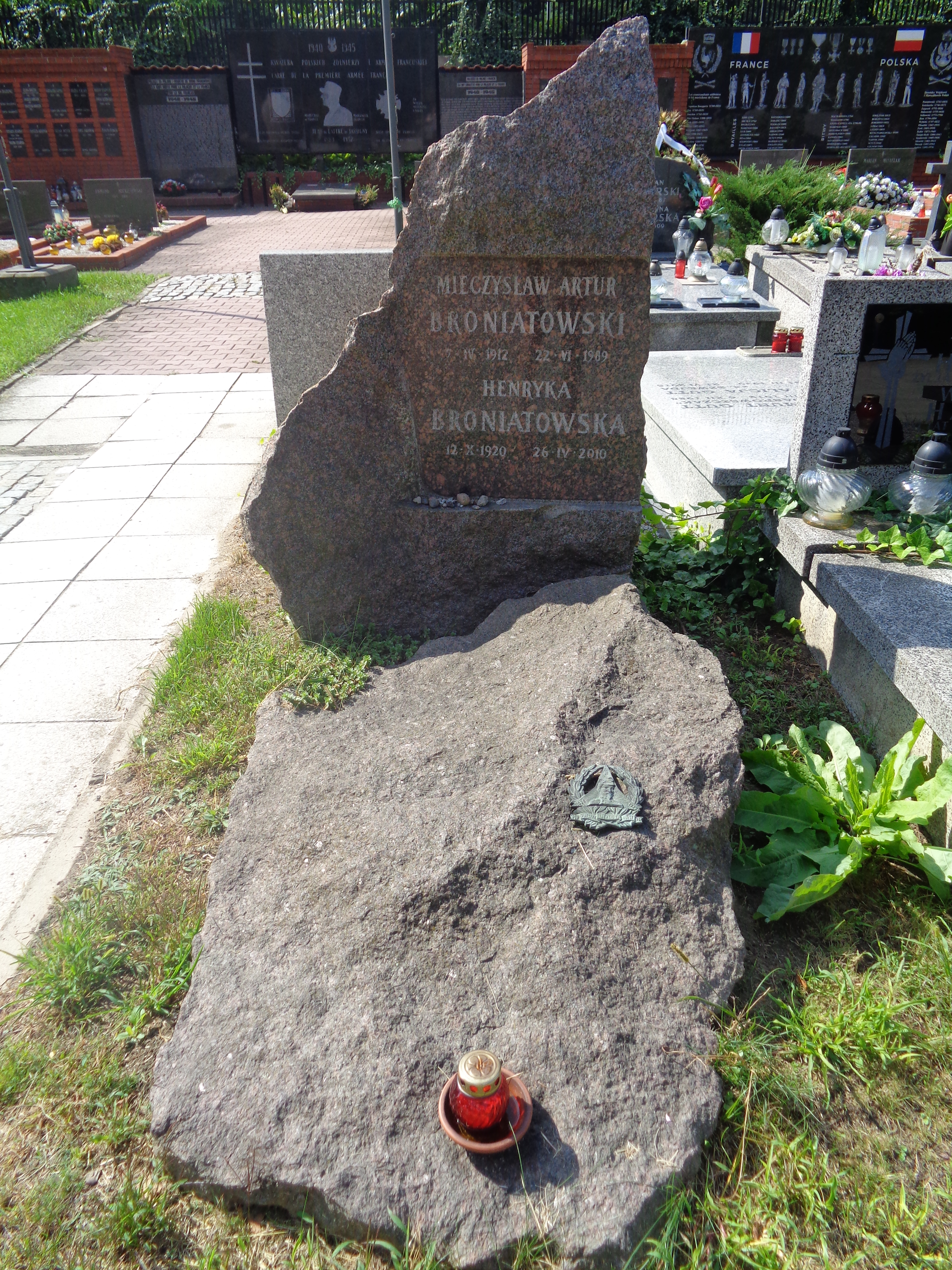
Grób Henryki Broniatowkiej na cmentarzu wojskowym na Powązkach

Henryka Broniatowska z d. Lewicka (ur. 12 października 1920 w Warszawie, zm. 26 kwietnia 2010 tamże) – polska tłumaczka i wydawca.

## Życiorys
W okresie II wojny światowej przebywała w ZSRR, od 1943 służyła w Ludowym Wojsku Polskim jako oficer polityczno-wychowawczy. W latach 1946–1947 była Dyrektorem Domu Propagandy PPR w Łodzi, następnie była pracownikiem Wydziału Propagandy KC PZPR. W ramach tej ostatniej funkcji nadzorowała powstanie Klubu Krzywego Koła, a w maju 1956 weszła w skład jego zarządu. Od 1958 do 1968 pracowała jako zastępca redaktora naczelnego wydawnictwa „Iskry”. Była także pracownikiem wydawnictw „Nasza Księgarnia” i Krajowej Agencji Wydawniczej. Była pomysłodawczynią serii „Poczytaj mi mamo”, „Od Książeczki do Biblioteczki”, „Reportaż ze Znaczkiem Pocztowym”, „Szczęśliwa Siódemka”. Tłumaczyła literaturę rosyjskojęzyczną, była jedną z organizatorek Polskiej Sekcji IBBY. Należała do Stowarzyszenia Pisarzy Polskich. W 1955 odznaczona Złotym Krzyżem Zasługi. Pochowana na wojskowych Powązkach (kwatera 41A-1-12).

## Rodzina
Jej mężem był Mieczysław Broniatowski (1912–1989) – polski polityk komunistyczny, uczestnik wojny domowej w Hiszpanii (dąbrowszczak), szef Wydziału Personalnego w Zarządzie Politycznym sztabu 1 Polskiej Dywizji Piechoty im. Tadeusza Kościuszki, dyrektor Centralnej Szkoły Ministerstwa Bezpieczeństwa Publicznego w Łodzi, pułkownik MO – funkcjonariusz Służby Bezpieczeństwa PRL. Ich synami są: Karol Broniatowski (ur. 1945) – polski rzeźbiarz i Michał Broniatowski – dziennikarz i menedżer medialny.

## Odznaczenia
- Odznaka „Zasłużony Działacz Kultury” (1967)[4]

## Przekłady
- Gawriił Trojepolski Kariera Karluka: powieść po trosze satyryczna (1960)
- Siergiej Woskriesienski Zatoka Kulawego Niedźwiedzia (1961)
- Georgij Gulia Kasztanowy dom: pamiętnik młodej nauczycielki (1962)
- Jurij Sotnik Nieudana przygoda (1963)
- Sergiej Załygin Nad Irtyszem (1966)
- Ilia Zwieriew Ona i on: z kroniki rodzinnej  (1967)
- Sergiej Załygin Słony parów (1970)
- Aleksander Aronow Pasażer na gapę (1971)
- Daniił Granin Miejsce pod pomnik (1972)
- Borys Wasiliew Tak tu cicho o zmierzchu (1972)
- Wil Lipatow Szara mysz; Lida Waraksina (1974)
- Fazil Iskander Drzewo dzieciństwa (1975)
- Akram Ajlisli Ludzie i drzewa (1976)
- Daniił Granin Deszcz w obcym mieście (1976)
- Gunārs Cirulis Nie wierzcie w bociany (1978)
- Fazil Iskander W letni dzień (1979)
- Irina Grekowa Katedra (1980)
- Sergiej Załygin Komisja (1980)
- Daniił Granin To dziwne życie... (1981)
- Gunārs Cirulis Gościnne występy (1982)
- Akram Ajlisli Pora kwiecistych sukien (1984)
- Andriej Wozniesienski O (1985)
- Daniił Granin Pejzaż (1987)
- Radij Pogodin Ból (1987)
- Arczył Sułakauri Przygody Sałamury (1987)
- Juozas Baltušis Saga o Juzasie (1989)
- Władimir Wojnowicz Moskwa 2042 (1992)
- Władimir Maksimow Spojrzenie w otchłań (1993)
- Anatolij Azolski Komórka (2003)
- Władimir Maksimow Wędrowanie ku śmierci (2003)